# ريك بارنز
ريك بارنز (بالإنجليزية: Rick Barnes)‏ هو مدرب كرة سلة أمريكي، ولد في 17 يوليو 1954 في هيكري في الولايات المتحدة.

## روابط خارجية
- ريك بارنز على موقع كلية كرة السلة في سبورتس رفرنس.كوم (الإنجليزية)
- ريك بارنز على موقع قاعة كارولاينا الشمالية للمشاهير الرياضية (الإنجليزية)